# Bernardo de Aldana
Bernardo Vilella de Aldana fue un capitán y maestre de campo de los Tercios, nacido a inicios del siglo XVI en Valencia de Alcántara, en la frontera entre España y Portugal.

## Biografía
Casado con una dama descendiente de la realeza de Sicilia, fue capitán de infantería en Italia. Regresó a España y en 1539 era capitán de una compañía de los tercios (recién creados por Carlos I de España con sus ordenanzas de 1534 y 1536) a las órdenes del marqués del Vasto. En 1546 formó en Nápoles una compañía de arcabuceros montados, con la que participó en las guerras de Alemania con éxito, llegando a hacer prisionero al Landgrave de Hesse, un gran enemigo de Carlos I de España.
Tomó el mando del Tercio viejo de Nápoles en Reutlingen y lo llevó hasta Viena para auxiliar al hermano del rey español, Fernando I de Habsburgo, destinado en el Sacro Imperio Germánico para hacer respetar su autoridad sobre los diferentes príncipes alemanes. Fernando I decidió llevar a Bernardo de Aldana y a su tercio a Hungría, para luchar contra los turcos otomanos, donde se dice que también tuvo mucho éxito. 
Entre 1549-1552 participó en diferentes expediciones en Hungría. En 1549 luchó contra los oligarcas del Norte de Hungría (Csábrág, Léva, Murány en la actual Eslovaquia). Más tarde en 1550/51 con su tercio apoyó la toma y fortificación de Szolnok (Hungría). Participó en las luchas contra los otomanos en Temesvár y en sus cercanías (1551-1552) y más tarde abandonó sin resistencia el fuerte de Lippa en Temesvár. Por lo cual fue condenado a muerte y encarcelado en Trencsén (actual Eslovaquia), sin ser ejecutado. 
En mayo de 1552 Bernardo se hallaba en una precaria situación en Lippa: estaba enfermo y no tenía ni dinero ni provisiones para su tercio; para colmo, los turcos se acercaban. Tuvo que ceder la ciudad y retirarse a Transilvania; por esta acción, lo juzgaron y lo condenaron a muerte, pero consiguió salvarse gracias a la intervención del duque de Alba y de Felipe II, aunque tuvo que estar en prisión en el castillo de Trencsén/Trenčín hasta 1556.
Con la subida al poder de Felipe II, y dándole Carlos I, su padre, los dominios italianos, Flandes y las Indias, el nuevo rey decide nombrar a Aldana capitán general de artillería del duque de Alba, en las zonas de Piamonte y Lombardía.
Tres años más tarde, fue nombrado como capitán general de la artillería del Reino de Nápoles y luchó en la reconquista de Trípoli (Libia) y en la conquista de la isla de Gelves (llamada en la actualidad isla de Djerba), muy cercana a las costas de Túnez. Se quedó allí para la fortificación de dicha isla acompañado de Álvaro de Sande.
En 1560, Pialí Bajá, almirante turco, sitió la isla. Bernardo, en una salida para combatir al enemigo, fue herido y tomado como prisionero; se le intentó trasladar a Constantinopla, donde debería haber sido encarcelado en el Castillo Negro (cerca del Bósforo) hasta que llegara un rescate (supuestamente de mucho dinero, pues Bernardo era una persona de "calidad", como se decía entonces). No obstante, Bernardo de Aldana murió durante el trayecto en Trípoli a causa de sus heridas aquel mismo año.
Bernardo es el tío de Francisco de Aldana, famoso poeta, y Cosme de Aldana.